# Johann Christoph Rose

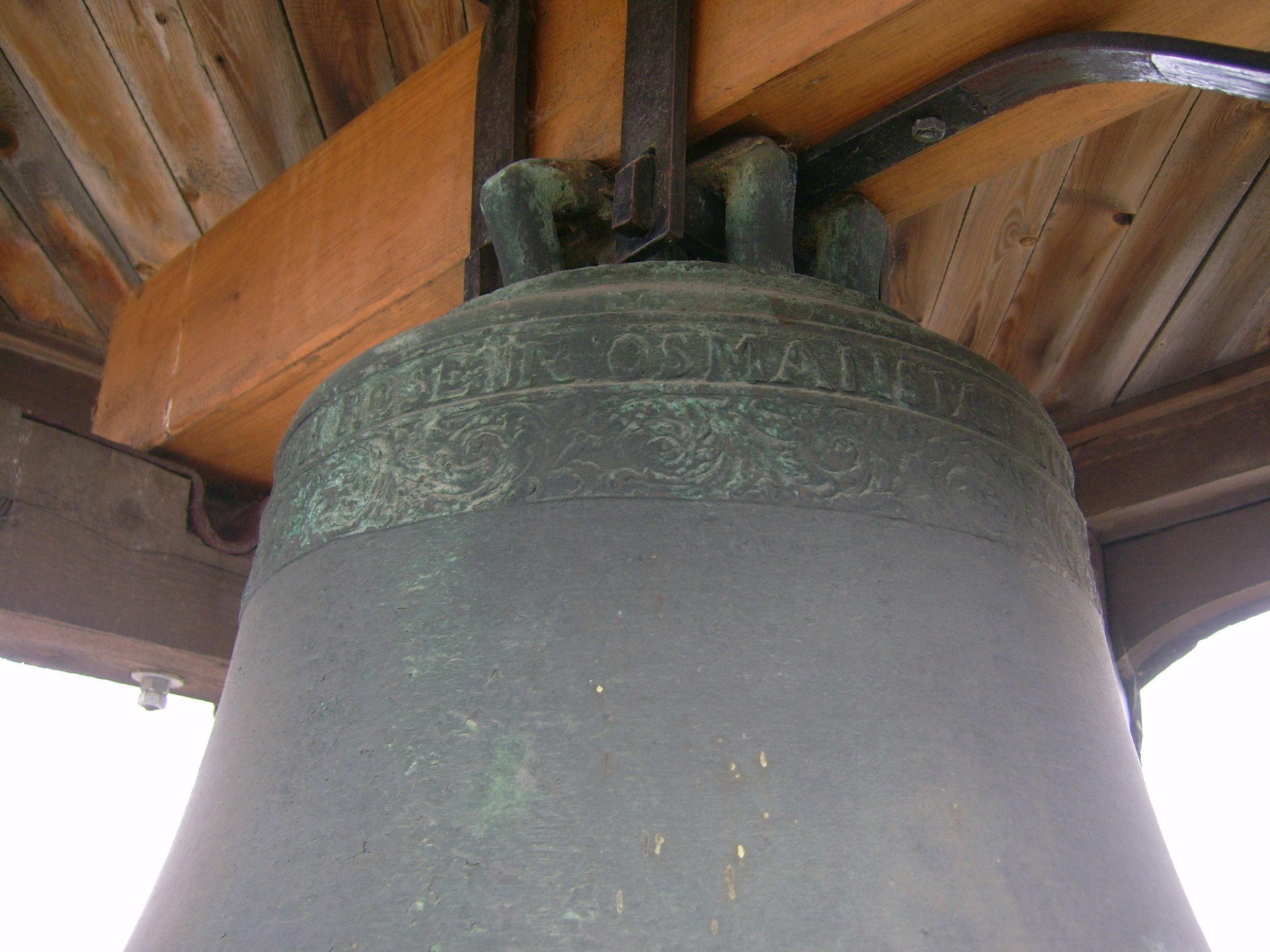
Roseglocke
im Seierturm Zottelstedt

Johann Christoph Rose (* 9. September 1686 in Volkstedt; † 2. September 1749 in Apolda) war ein deutscher Glockengießer. Er war Apoldas erster Glockengießer und legte so den Grundstein der Tradition der Glockengießerei in Apolda.

## Leben und Werk
Johann Christoph Rose war der älteste Sohn von Johann Rose (1654–1716), Glockengießer in Volkstedt, und dessen Frau Barbara Rose; das Ehepaar hatte sieben Kinder.
Nach des Vaters Tod führte der jüngste Sohn Johann Wolfgang Rose (1699–1750) in Volkstedt die Glockengießerei weiter. Der gemeinsame Großvater Christoph Rose (1630–1675) hatte die familieneigene Glockengießerei in Volkstedt begründet.
Nach dem Tod von Johann Christoph Rose führte dessen Bruder Martin Rose (1696–1758) die Glockengießerei weiter. Da beide Brüder kinderlos waren, übernahm Johann Georg Ulrich junior, ältester Sohn des Glockengießers Johann Georg Ulrich senior aus Laucha, das Unternehmen.

## Schaffen

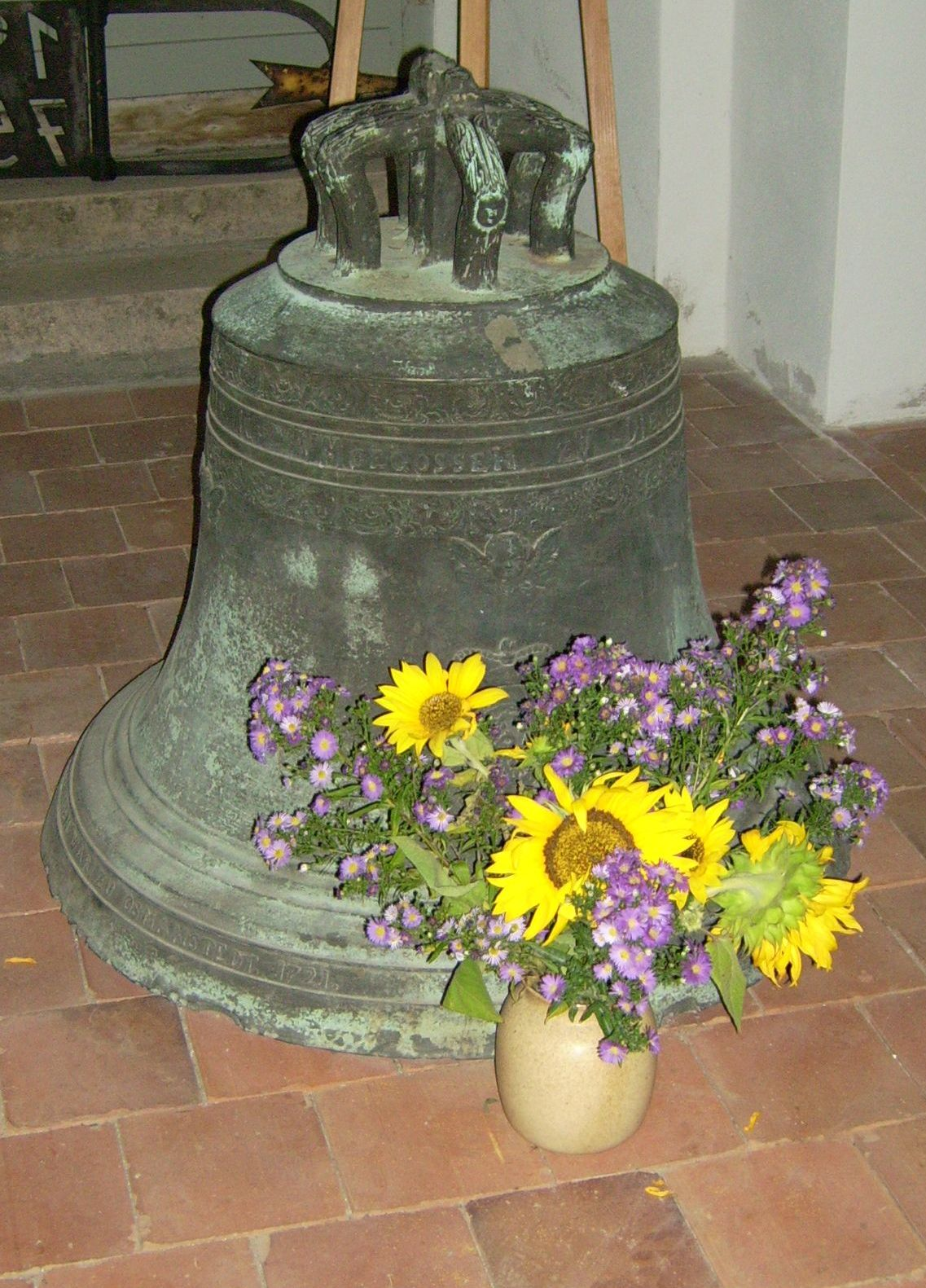
Roseglocke in Mellingen

In der Glockenliteratur um das Jahr 1900 werden 43 Orte angegeben, in denen sich damals Glocken aus Johann Christoph Roses Schaffenszeit von 1712 bis 1748 befunden haben sollen.
Rose-Glocken sind erhalten in Wickerstedt (1719), Apolda - Zottelstedt [Seierturm] (1720), Mellingen [in Kirchenschiff stehend] (1721), Apolda, Lutherkirche (1722), Kleinlöbichau (1723), Neustedt und Rödigen (1729), Gebstedt (1731), Hermstedt (1742) und Gernewitz (1747). Die Glocke von 1742 in der Kirche Umpferstedt ist ein Faksimile-Guss der Glockengießer-Familie Schilling von 1964.
Rose fertigte – sicher bedingt durch schwankende Auftragslagen – nicht ausschließlich Glocken. So ist überliefert, dass er zwölf Sätze bleierner Gewichte für Fleischer schuf.
Das erste Gießereigelände in Apolda wurde schnell zu klein. Wohl schon 1722 zog Rose daher um auf das Gelände der jetzigen Glockengießereistraße 2, das damals außerhalb der Vorstadt lag.
Johann Christoph Rose und Martin Rose legten mit ihrer Arbeit die Grundlage für die fast drei Jahrhunderte währende Tradition der Glockengießerei in Apolda.

## Ehrung
Als Erinnerung an und zur Würdigung von Johann Christoph Rose und seiner Verdienste gibt es in Apolda seit Mai 1992 die Rosestraße.